# Michel Thomas
Michel Thomas, geborener Moniek Kroskof (* 3. Februar 1914 in Łódź; † 8. Januar 2005 in New York, NY) war ein polyglotter Linguist und Sprachlehrer.

## Leben
Thomas wurde in Łódź in Polen als Sohn einer wohlhabenden jüdischen Familie geboren, die Textilfabriken besaß. Als er sieben Jahre alt war, schickten ihn seine Eltern nach Breslau, damals in Deutschland, wo er sich gut einfügte. Der Aufstieg der Nationalsozialisten veranlasste ihn 1933, an die Universität Bordeaux in Frankreich und später an die Sorbonne und die Universität Wien zu gehen.
Bei der Kapitulation Frankreichs an NS-Deutschland im Juni 1940 befand er sich in Nizza unter dem Vichy-Regime, änderte seinen Namen in Michel Thomas und schloss sich der Résistance an. Er wurde mehrmals verhaftet und kam schließlich ins Lager Camp des Milles, von wo er im August 1942 unter Verwendung von gefälschten Papieren befreit wurde. Thomas gelangte nach Lyon, wo er jüdische Flüchtlinge für die Résistance rekrutierte. Er wurde abermals gefasst und überlebte die Verhöre durch Klaus Barbie und die Folterungen durch die Gestapo. Beim Prozess gegen Barbie 1987 in Lyon sagte er als Zeuge aus.

### Fund des NSDAP-Zentralarchivs
Anfang Mai 1945 nahm Thomas als Mitglied des Counter Intelligence Corps der 45. Infanterie-Division an der Befreiung des Konzentrationslagers Dachau teil und verhaftete kurz darauf den Funktionshäftling Emil Mahl in München sowie den SS-Führer Gustav Knittel. Auf der Suche nach von der SS in den letzten Kriegstagen weggeschafftem Material entdeckte er am 20. Mai 1945 in der Papierfabrik Josef Wirth in Freimann bei München das Zentralarchiv der NSDAP mit über 10 Millionen Mitglieder-Karten, das dorthin geschafft worden war, um es einzustampfen. Hans Huber, der Geschäftsführer der Papiermühle, verzögerte jedoch die Vernichtung.
Robert Wolfe, der langjährige Leiter des US-Nationalarchivs NARA, würdigte Thomas’ Beitrag zur Aufklärung der Struktur der NSDAP und von Naziverbrechen mit den Worten:

„Der Erfolg, den die Sieger bei der Bestrafung von Kriegsverbrechern und der Entnazifizierung Deutschlands hatten, beruhte zu einem großen Teil auf dem Besitz und dem Zugang zu den Personalakten der Nazipartei, die der CIC-Agent Michel Thomas entdeckt, identifiziert und gemeldet hatte.“

Bis die Bedeutung der Unterlagen von den Besatzungsbehörden erkannt und die Dokumente entsprechend gesichert wurden, sollte jedoch noch bis zum Oktober 1945 dauern. Die Umstände der gescheiterten Vernichtung der Nazikartei erscheinen auch in einer Erzählung von Stefan Heym. Am Ende des Krieges musste Thomas erfahren, dass seine Eltern und die meisten seiner Familienangehörigen in Auschwitz ermordet worden waren.

### Leben nach 1945
Nach dem Krieg entwickelte Thomas eine neuartige Sprachlehrmethode, die eine Reihe von Anhängern fand.
Ab August 1965 war er kurze Zeit mit der Schauspielerin Christiane Schmidtmer (1939–2003) liiert, die er im Chateau Marmont Hotel in Los Angeles kennenlernte.
Am Ende seiner Karriere befanden sich unter seinen Kunden Diplomaten, Industrielle, und Berühmtheiten wie Raquel Welch, Barbra Streisand, Emma Thompson, Woody Allen und Grace Kelly, die nach ihrer Verlobung mit Rainier III. (Monaco) schnell Französisch lernen musste. Thomas garantierte seinen Studenten, niemals das durch ihn Vermittelte zu vergessen und bot im gegenteiligen Fall kostenlose Wiederholungskurse an.

## Lernmethode nach Michel Thomas
Als Sprachlehrer vertrat Thomas die Ansicht, dass es keine Schüler mit Lernschwierigkeiten gibt, sondern nur Lehrer mit Lehrschwierigkeiten. Laut Jonathan Solity vom University College London unterscheidet Thomas drei entscheidende Komponenten der Lehrumgebung:
1. Erstens die Analyse des zu lernenden Materials. Eine korrekte Analyse erleichtert das Lehren und gewährleistet das anschließende Lernen des Schülers.
2. Zweitens geht es darum, die nützlichsten Informationen zu isolieren und zu strukturieren, so dass die zu vermittelnden Fähigkeiten, Kenntnisse und Konzepte in logischer Abfolge erscheinen. Leichtere Fähigkeiten werden vor schwierigeren gelehrt, und nützliche Informationen vor weniger nützlichen Informationen. Hierbei wird definiert, in welcher Weise nützliche Informationen verallgemeinert werden können und breit anwendbar sind.
3. Dritter Punkt ist die Festlegung der Lernumgebung. Dabei ist zu bestimmen, wie den Schülern auf die beste Art und Weise Fähigkeiten, Wissen und Konzepte zu präsentieren sind, so dass das Lernen erleichtert wird.

Die Methode präsentiert die Zielsprache, indem sie neues und altes Material miteinander verknüpft, die Verallgemeinerung von Sprachprinzipien, kontextuelle Vielfalt und Selbstkorrektur in einer möglichst stressfreien Umgebung lehrt, da der Lehrer für das Lernen verantwortlich ist, nicht der Schüler.
Thomas war der Meinung, dass seine Methode „die Welt verändern“ würde; er begann nur mit Sprachen, da er der Meinung war, dass dies das Fremdartigste sei, was ein Mensch lernen könne.